# Адди, Джанжи
Джанжи Маккинли Адди (англ. Jangy McKinley Addy; 2 марта 1985, Сакраменто) — либерийский легкоатлет-десятиборец. Участник двух Олимпийских игр. Чемпион Всеафриканских игр.

## Карьера
Джанжи Адди родился в калифорнийском Сакраменто в семье переселенцев из Либерии. В дальнейшем его семья переехала в Джорджию, а позднее Джанджи обучался в Университете Теннесси.
В 2004 году Адди выступил на молодёжном чемпионате мира в Гроссето под флагом Либерии, где занял в десятиборье 11-е место.
В 2008 году либериец дебютировал на Олимпийских играх, причём был знаменосцем своей сборной во время церемонии открытия. В состязаниях десятиборцев он долгое время шл в десятке, но неудачно выступил в заключительных видах и занял 20-е место.
На Всеафриканских играх 2011 года в Мапуту либериец стал чемпионом, а в 2012 году второй раз участвовал в Олимпийских играх. На этот раз в десятиборье он показал 23-й результат.